# Devil's Island (film 1996)
Devil's Island (Djöflaeyjan) è un film del 1996 diretto da Friðrik Þór Friðriksson.